# Reguenga
Reguenga é uma povoação portuguesa sede da Freguesia de Reguenga do Município de Santo Tirso, freguesia com 3,93 km² de área e 1427 habitantes (censo de 2021), tendo, por isso, uma densidade populacional de 363,1 hab./km².
A Reguenga foi denominada por Alberto Pimentel como a «Veneza de Santo Tirso», devido às periódicas cheias do Leça e seus afluentes, ou devido à característica particular dos canais de drenagens medievais tal como os afluentes do rio Leça.[carece de fontes?]
A denominação original era Santa Maria da Quintã, até fazer parte das terras de El-Rei.

## Demografia
A população registada nos censos foi:
| Distribuição da População por Grupos Etários | Distribuição da População por Grupos Etários | Distribuição da População por Grupos Etários | Distribuição da População por Grupos Etários | Distribuição da População por Grupos Etários |
| -------------------------------------------- | -------------------------------------------- | -------------------------------------------- | -------------------------------------------- | -------------------------------------------- |
| Ano                                          | 0-14 Anos                                    | 15-24 Anos                                   | 25-64 Anos                                   | > 65 Anos                                    |
| 2001                                         | 255                                          | 222                                          | 865                                          | 253                                          |
| 2011                                         | 209                                          | 180                                          | 891                                          | 316                                          |
| 2021                                         | 146                                          | 142                                          | 762                                          | 377                                          |

## Património
- Ponte Antiga
- Capela de Nossa Senhora das Dores
- Quinta de Cantim
- Casa da Ameixoeira
- Casa da Quinta